# Decimotercera Enmienda a la Constitución de los Estados Unidos

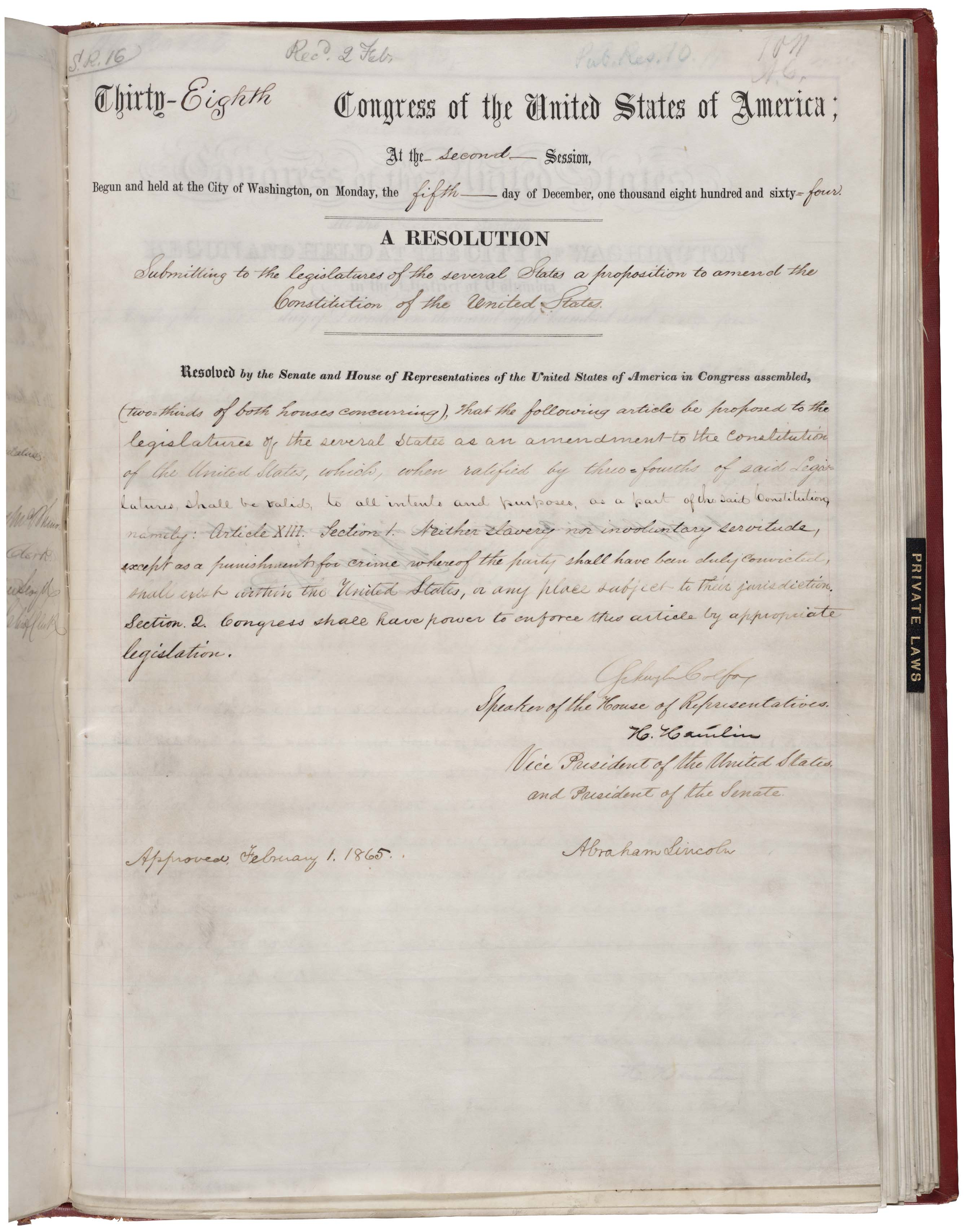
XIII Enmienda, en el Archivo Nacional de los Estados Unidos.

La Decimotercera Enmienda a la Constitución de los Estados Unidos (Enmienda XIII) abolió oficialmente y sigue prohibiendo la esclavitud en los Estados Unidos y, con excepciones limitadas (como a los condenados por un delito), prohibió la servidumbre involuntaria.
En el momento de su ratificación en diciembre de 1865, la esclavitud continuaba siendo legal solo en Delaware, Kentucky, Misuri, Maryland y Virginia Occidental. En el resto de los Estados Unidos los esclavos habían sido liberados por la acción estatal y la "Proclamación de Emancipación" del gobierno federal.
Abraham Lincoln (que había promulgado la Proclamación) y otros estaban preocupados de que la Proclamación de Emancipación fuera vista como una medida temporal solo durante la guerra civil estadounidense, y, por ello, además de la liberación de los esclavos en aquellos estados donde la esclavitud todavía era legal, apoyaron la Enmienda como un medio de garantizar la abolición permanente de la esclavitud.

## Texto
Section 1. Neither slavery nor involuntary servitude, except as a punishment for crime where of the party shall have been duly convicted, shall exist within the United States, or any place subject to their jurisdiction.
Section 2. Congress shall have the power to enforce this article by appropriate legislation.
Sección 1. Ni en los Estados Unidos ni en ningún lugar sujeto a su jurisdicción habrá esclavitud ni trabajo forzado, excepto como castigo de un delito del que el responsable haya quedado debidamente convicto.
Sección 2. El Congreso estará facultado para hacer cumplir este artículo por medio de leyes apropiadas.

## Propuesta y ratificación
La Decimotercera Enmienda a la Constitución de los Estados Unidos fue propuesta a las legislaturas de varios estados por parte de la XXXVIII legislatura del Congreso de los Estados Unidos, el 31 de enero de 1865. La enmienda fue adoptada el 6 de diciembre de 1865, cuando Georgia la ratificó. Fue declarada, en una proclamación del Secretario de Estado William Henry Seward de fecha 18 de diciembre de 1865, por haber sido ratificada por las legislaturas de veintisiete de los por entonces treinta y seis estados de la Unión. Aunque fuera ratificada por las necesarias tres cuartas partes de los estados un año después de su propuesta, su ratificación más reciente ocurrió en 1995, en Misisipi, que era el último de los treinta y seis estados existentes para su ratificación en 1865. Las fechas de ratificación fueron:
1. Illinois (1 de febrero de 1865)
2. Rhode Island (2 de febrero de 1865)
3. Míchigan (3 de febrero de 1865)
4. Maryland (3 de febrero de 1865)
5. Nueva York (3 de febrero de 1865)
6. Pensilvania (3 de febrero de 1865)
7. Virginia Occidental (3 de febrero de 1865)
8. Misuri (6 de febrero de 1865)
9. Maine (7 de febrero de 1865)
10. Kansas (7 de febrero de 1865)
11. Massachusetts (7 de febrero de 1865)
12. Virginia (9 de febrero de 1865)
13. Ohio (10 de febrero de 1865)
14. Indiana (13 de febrero de 1865)
15. Nevada (16 de febrero de 1865)
16. Luisiana (17 de febrero de 1865)
17. Minnesota (23 de febrero de 1865)
18. Wisconsin (24 de febrero de 1865)
19. Vermont (8 de marzo de 1865)
20. Tennessee (7 de abril de 1865)
21. Arkansas (14 de abril de 1865)
22. Connecticut (4 de mayo de 1865)
23. Nuevo Hampshire (1 de julio de 1865)
24. Carolina del Sur (13 de noviembre de 1865)
25. Alabama (2 de diciembre de 1865)
26. Carolina del Norte (4 de diciembre de 1865)
27. Georgia (6 de diciembre de 1865)

La ratificación se completó el 6 de diciembre de 1865. La enmienda fue posteriormente ratificada por los siguientes estados:
1. Oregón (8 de diciembre de 1865)
2. California (19 de diciembre de 1865)
3. Florida (28 de diciembre de 1865, reafirmada el 9 de junio de 1869)
4. Iowa (15 de enero de 1866)
5. Nueva Jersey (23 de enero de 1866, después de haberla rechazado el 16 de marzo de 1865)
6. Texas (18 de febrero de 1870)
7. Delaware (12 de febrero de 1901, después de haberla rechazado el 8 de febrero de 1865)
8. Kentucky (18 de marzo de 1976, después de haberla rechazado el 24 de febrero de 1865)
9. Misisipi (16 de marzo de 1995(*), después de haberla rechazado el 5 de diciembre de 1865)

(*) Aunque la ratificación del estado de Misisipi se realizó en 1995, ésta no se presentó formalmente ante el Archivista de los Estados Unidos por motivos desconocidos, por lo que no era una ratificación oficial. Dicha ratificación se expidió ante la oficina del registro federal el 30 de enero de 2013, y el 7 de febrero de 2013 el director del registro certificó que había recibido la ratificación, y que era oficial.

## Historia
Las doce primeras enmiendas habían sido adoptadas quince años después de la redacción y aprobación de la Constitución. Las primeras diez (Cartas de Derechos) fueron aprobadas en 1791, la Undécima Enmienda en 1795 y la Duodécima en 1804. Cuando se propuso la Decimotercera Enmienda no se habían adoptado nuevas enmiendas en más de sesenta años.
Durante las crisis de secesión y antes del estallido de la Guerra Civil, la mayoría de proyectos de ley aprobados por el Congreso habían protegido la esclavitud. Hubo muy pocas propuestas legislativas para abolir la esclavitud. El Representante John Quincy Adams había hecho una propuesta en 1839, pero no hubo ninguna nueva propuesta hasta el 14 de diciembre de 1863, cuando un proyecto de ley para promover una enmienda para abolir la esclavitud en todos los Estados Unidos fue presentado por el representante James Mitchell Ashley (republicano, Ohio). Esta propuesta fue pronto seguida por una oferta similar hecha por el representante James Falconer Wilson (republicano, Iowa).
Finalmente el Congreso y la población comenzaron a hacer caso y fueron presentadas varias propuestas legislativas adicionales. El Senador John Brooks Henderson de Misuri presentó una resolución conjunta para una enmienda constitucional para abolir la esclavitud el 11 de enero de 1864. La abolición de esclavitud había estado asociada, históricamente, con los Republicanos, pero Henderson era un "Demócrata de guerra". El Comité Judicial del Senado, presidido por Lyman Trumbull (republicano, Illinois), se vio envuelto en una combinación de diferentes propuestas de enmienda. Otro republicano, el senador Charles Sumner (republicano radical, Massachusetts), presentó una enmienda constitucional para abolir la esclavitud así como la garantía de igualdad el 8 de febrero del mismo año. Cuando el número de ofertas y el grado de su alcance comenzaron a crecer, el Comité Judicial del Senado presentó al Senado una oferta de enmienda que combina las propuestas de Ashley, Wilson y Henderson.
Inicialmente la enmienda fue corredactada y patrocinada por los Representantes James Mitchell Ashley (republicano, Ohio) y James Falconer Wilson (republicano, Iowa) y el senador John B. Henderson (demócrata, Misuri). Esta enmienda fue seguida por otras "Enmiendas de Reconstrucción", la Decimocuarta (destinada a proteger los derechos civiles de antiguos esclavos) y Decimoquinta (que prohibió restricciones raciales en las votaciones).
Después de debatir la enmienda, el Senado la aprobó el 8 de abril de 1864, por 38 votos a 6. Aunque la rechazó inicialmente, la Cámara de Representantes la aprobó el 31 de enero de 1865, por un voto de 119 a 56. El presidente Abraham Lincoln firmó una Resolución Conjunta el 1 de febrero de 1865, y presentó la enmienda propuesta a los estados para su ratificación. La Guerra de Secesión contra los estados esclavistas del sur terminó el 9 de abril de 1865. El Secretario de Estado William Henry Seward promulgó una declaración que verificaba la ratificación de la Decimotercera Enmienda el 18 de diciembre de 1865.
La Decimotercera Enmienda completó la legislación para abolir la esclavitud, que había comenzado con la Proclamación de Emancipación publicada por el presidente Abraham Lincoln en 1863. Aproximadamente 40 000 esclavos que permanecían en Kentucky fueron liberados por esta enmienda.
Mientras el Senado aprobó la enmienda en abril de 1864, la Cámara de Representantes rehusó hacerlo. Después de ser presentada de nuevo por el representante James Mitchell Ashley, el presidente Lincoln tomó un papel activo para asegurar su paso por la Cámara asegurando que la enmienda fuera añadida al programa del partido Republicano para las cercanas elecciones presidenciales. Sus esfuerzos dieron fruto cuando la Cámara aprobó el proyecto de ley en enero de 1865. La copia archivada de la Decimotercera Enmienda muestra una claramente perceptible firma presidencial, bajo las habituales del Portavoz de la Cámara y del Presidente del Senado (el vicepresidente de los EE. UU., después de las palabras "Aprobada el 1 de febrero de 1865".